# داوود بن یزید بن حاتم المهلبی
داوود بن یزید بن حاتم المهلبی (عربی: داود بن يزيد بن حاتم المهلبي؛ ۸۲۰ یا ۸۲۱) فرمانروای مصر در دوران خلافت عباسی بود.